# Frida Blumenberg
Frida Blumenberg (sinh ngày 24 tháng 5 năm 1935) là một nghệ sĩ thị giác và nhà điêu khắc làm việc chủ yếu với các chất liệu neon, acrylic và đồng.
Sinh ra ở Durban, Nam Phi, có cha mẹ là người Thụy Điển, bà được giáo dục như một nhà điêu khắc, họa sĩ và thợ kim hoàn ở London, nơi bà có một vài triển lãm cá nhân tại Viện Nghệ thuật Đương đại. Năm 1960 ở tuổi 25, bà đã hoàn thành một bức tranh tường khảm cho Nhà ga Hàng hải Durban, vào thời điểm đó, là bức tranh tường khảm lớn nhất ở Nam bán cầu. Năm 1965, bà là một trong sáu nghệ sĩ kim hoàn, đại diện cho Vương quốc Anh trong Triển lãm đặc biệt của Chính phủ Bavaria tại Munich, Đức trong triển lãm có tên "Trang sức với điêu khắc".
Tác phẩm của bà đã được trưng bày trong các bảo tàng và phòng trưng bày ở Anh, Canada, Ireland, Đức, Hà Lan, Nam Phi và ở Mỹ tại Viện Nghệ thuật Đương đại (Boston), Bảo tàng Phụ nữ Nghệ thuật Quốc gia (Washington, DC), Bảo tàng Nghệ thuật Denver, Bảo tàng Nghệ thuật Dallas và Bảo tàng Nghệ thuật Houston, và các bảo tàng khác. Trong các triển lãm nhóm, bà đã cùng trưng bày với Picasso, Alexander Calder và Louise Nevelson. Các tác phẩm của bà cũng được giới thiệu trong nhiều bộ sưu tập của công ty bao gồm Shell, Alcon / Nestlé, Canada Pacific Railways và Texas American Banks. Bà được coi là một trong những nghệ sĩ hàng đầu làm việc quốc tế về neon và acrylic, và bà đã kết hợp sự nhạy cảm hậu hiện đại cho các yếu tố của nghệ thuật công nghiệp, như neon, với cảm giác cổ điển về thiết kế và nghệ thuật.

## Sách tham khảo
- Turner, Ralph. Contemporary Jewelry: A Critical Assessment 1945 to 1975. (Van Nostrand Reinhold, 1976).
- Cutner, Janet. "Five Artists, Four Shows, Three Dimensions." Art News Vol. 76 No. 3 (March 1977).